# U Muntese
U Muntese fou una revista literària corsa en cors que s'edità a Bastia entre el 1955 i el 1972, i que pretenia seguir la tradició iniciada per A Muvra. El seu fundador fou Petru Ciavatti, i hi col·laboraren Petru Rocca, Ghjuvan Maria Bonavita, Rinatu Coti, Antonio Francesco Filippini, Marcellu Alessandri, Ignaziu Colombani, Peppu Flori i Ghjacumu Simonpoli. Patrocinà la publicació de llibres de temàtica diversa en cors, i també alguns diccionaris i gramàtiques, així com l'activisme lingüístic del grup Lingua Corsa.